# Napuka (comuna asociada)
Napuka es una comuna asociada de la comuna francesa de Napuka que está situada en la subdivisión de Islas Tuamotu-Gambier, de la colectividad de ultramar de Polinesia Francesa.

## Composición
La comuna asociada de Napuka comprende la totalidad del atolón de Napuka.

## Demografía
| Gráfica de evolución demográfica de Napuka entre 1977 y 2012 |
|                                                              |

Fuente: Insee